# Blastobasis molinda
Blastobasis molinda é uma espécie de mariposa do gênero Blastobasis pertencente à família Coleophoridae.